# Державний суд Ліхтенштейну
Державний суд Ліхтенштейну (нім. Staatsgerichtshof, StGHG) — орган конституційного правосуддя Князівства Ліхтенштейн. Є судом публічного права, спеціально заснованим для охорони конституційних прав громадян, вирішення суперечок про компетенції між судами та адміністративними властями; також виконує завдання дисциплінарного суду у справах стосовно посадових правопорушень членів Уряду.

## Історія
Державний суд було утворено у 1921 році, у зв'язку із прийняттям нової Конституції Ліхтенштейну як компроміс між тодішнім князем Йоганом ІІ та політичними колами князівства — з метою обмежити князівські повноваження. Конституція 1921 року, фактично, створила судову систему країни — раніше правосуддя в князівстві вершили австрійські суди: Вищий регіональний суд Інсбруку та Верховний суд у Відні.

## Склад
Державний суд складається із п'яти суддів та п'яти запасних членів, необхідних для заміни у разі непередбачених обставин. Члени суду обираються Ландтагом на п'ятирічний термін. Президент, віце-президент і один суддя, а також три запасних члена повинні бути виключно уродженцями Ліхтенштейну. Решту двох суддів за традицією призначають з юристів зі швейцарським та австрійським громадянством. Щонайменше троє суддів і троє запасних членів повинні бути професійними юристами. Обрана кандидатура Президента суду підлягає подальшому затвердженню Князем.

## Повноваження
Державний суд вирішує такі питання:
- здійснює захист гарантованих Конституцією прав людини;
- розглядає питання про конституційність законів, міжнародних договорів та актів Уряду;
- розглядає спори про компетенцію між судами та адміністративними органами;
- розглядає скарги, пов'язані із проведенням виборів;
- розглядає справи, пов'язані із процедурою імпічменту міністрів.